# Droga wojewódzka 861
Die Droga wojewódzka 861 (DW 861) ist eine 31 Kilometer lange Droga wojewódzka (Woiwodschaftsstraße) in der polnischen Woiwodschaft Karpatenvorland, die Kopki mit Bojanów verbindet. Die Strecke liegt im Powiat Niżański und im Powiat Stalowowolski.

## Streckenverlauf
Woiwodschaft Karpatenvorland, Powiat Niżański
-  Kopki (DK 77, DW 863)
- Groble
- Pikuły
- Podgórze
-  Jeżowe (DK 19)
- Zagrody
- Kameralne
- Jata
- Sójkowa

Woiwodschaft Karpatenvorland, Powiat Stalowowolski
- Cisów-Las
- Korabina
- Chudziki
-  Bojanów (DW 872)